# Az igazi csoda
Az igazi csoda (eredeti cím: Wonder) 2017-ben bemutatott amerikai filmdráma, amelyet Stephen Chbosky rendezett, R. J. Palacio Csodácska című regénye alapján. A főbb szerepekben Julia Roberts, Owen Wilson, Jacob Tremblay, Mandy Patinkin és Daveed Diggs látható.
Az Amerikai Egyesült Államokban 2017. november 17-én, Magyarországon 2017. december 14-én mutatták be a mozikban.

## Cselekmény
August „Auggie” Pullman egy 10 éves kisfiú, aki Brooklynban él szüleivel, Isabellával és Nate-tel, nővérével, Oliviával (becenevén „Via”) és kutyájukkal, Daisey-vel. Auggie ritka arcfelépítési rendellenességgel, mandibulofaciális diszosztózissal született. Eddig 27 műtéten esett át, hogy javítsanak a működőképességén, és gyakran űrhajóssisakot visel nyilvános helyeken, hogy elrejtse arcát. Édesanyja, Isabel eddig otthon tanította, ám amikor eléri az ötödik osztályos kort, szülei úgy döntenek, beíratják a Beecher Prep nevű magániskolába.
Az iskolaév kezdetén Auggie-t kiközösítik, de hamarosan szoros barátságot köt osztálytársával, Jack Will-lel, akivel már az iskolatúra során találkozott. Halloweenkor Auggie a Ghostface nevű horrorfigyurnak öltözik, mivel Daisy tönkretette eredetileg tervezett Boba Fett jelmezét. Amikor belép a tanterembe, meghallja, amint Jack – aki nem ismeri fel őt a jelmez miatt – csatlakozik a zaklató Julian Albans és barátai, Amos Conti, Miles Noury és Henry Joplin gúnyolódásához, akik a háta mögött csúfolják őt. A megsértődött Auggie betegségre hivatkozva hazamegy, ami miatt édesanyjának félbe kell szakítania a Via-val töltött anya-lánya napot. Bár Via megsértődik, végül rábeszéli Auggie-t, hogy menjenek el együtt csokit gyűjteni, mivel őt is elutasította legjobb barátnője, Miranda Navas.
Auggie ezután kerüli Jacket, és új barátságot köt egy másik osztálytársával, Summer Dawsonnal, akinek elmondja, miért szakadt meg a kapcsolata Jackkel. Amikor Jack később megkérdezi Summert, miért kerüli őt Auggie, ő csak annyit válaszol: „Ghostface”. Jack ekkor rádöbben a hibájára, és úgy dönt, jóváteszi azt, ezért a tudományos vásárra nem Julianékkal, hanem Auggie-val áll párba. Julian később szembesíti Jacket, és „szörnyszülöttnek” nevezi Auggie-t, mire verekedés tör ki közöttük. Dühében Julian megszakítja a barátságát Jackkel. Jacket két napra felfüggesztik, de amikor az igazgató, Mr. Lawrence Tushman elolvassa Jack levelét, amelyben leírja, hogy Auggie-t védte meg, megérti a helyzetet. Jack végül a Minecrafton keresztül bocsánatot kér Auggie-tól, és újra barátokká válnak.
Közben Via egyre inkább mellőzöttnek érzi magát; Auggie születése óta szülei jóval több figyelmet fordítanak öccsére, mint rá. Via csatlakozik az iskolai drámakörhöz, ahol megismerkedik a színházrajongó Justin Hollanderrel, akivel romantikus kapcsolatba kezd. Via-t választják ki Miranda beugrójaként az iskola *Our Town* (Mi kis városunk) című előadásának főszerepére. Azonban a premier estéjén Miranda betegségre hivatkozva visszalép, hogy átengedje a szerepet Viának, miután megtudja, hogy Via családja jelen van, az övé viszont nem. Via megható alakítást nyújt, amit álló ovációval jutalmaz a közönség, és kibékül Mirandával.
Auggie népszerűsége és baráti köre egyre nő, miután ő és Jack megnyerik a tudományos vásárt, ám Julian és barátai továbbra is zaklatják. Mr. Tushman szembesíti Juliant és szüleit a bizonyítékokkal, köztük gyűlöletkeltő üzenetekkel és egy osztályképpel, amelyről Auggie-t kiretusálták, és a kép alá ez volt írva: „Szörnyszülötteknek nincs helye.” Mrs. Albans elismeri, hogy ő törölte ki Auggie-t a képről, megvédi Julian viselkedését, és azt állítja, hogy a diákokat nem szabadna kitenni Auggie jelenlétének. Hiába fenyegetőznek azzal, hogy megvonják az iskolától a támogatást, Julian két nap felfüggesztést kap, és nem vehet részt a közelgő erdei táborozáson. Távozáskor Mrs. Albans kijelenti, hogy Julian nem fog visszatérni az iskolába ősszel. Julian később bocsánatot kér Mr. Tushmantól, aki megbocsát neki. Az erdei táborozás során Auggie-t és Jacket három hetedikes diák fenyegeti egy másik iskolából, de Amos, Miles és Henry a védelmükre kelnek. A diplomaosztó előtt Nate elmondja Auggie-nak, hogy ő tette el az űrhajóssisakját az irodájába, és megkérdezi, szüksége van-e még rá, mire Auggie boldogan jelzi, hogy már nincs rá igénye.
A diplomaosztó ünnepségen Auggie megköszöni Isabellának, hogy beíratta őt az iskolába, mire édesanyja azt mondja neki: „Te egy csoda vagy.” Auggie megkapja a Henry Ward Beecher-érmet bátorságáért és kitartásáért, amit az iskolaév során tanúsított.

## Szereplők
| Szereplő                | Színész               | Magyar hang        | Leírás                                       |
| ----------------------- | --------------------- | ------------------ | -------------------------------------------- |
| August "Auggie" Pullman | Jacob Tremblay        | Kadosa Patrik      | Treacher Collins-szindrómával született fiú. |
| Isabel Pullman          | Julia Roberts         | Tóth Enikő         | Auggie anyja.                                |
| Nate                    | Owen Wilson           | Széles László      | Auggie apja.                                 |
| Olivia "Via" Pullman    | Izabela Vidovic       | Károlyi Lili       | Auggie nővére.                               |
| Mr. Lawrence Tushman    | Mandy Patinkin        | Várkonyi András    | Auggie igazgatója.                           |
| Mr. Thomas Browne       | Daveed Diggs          | Renácz Zoltán      | Auggie angoltanára.                          |
| Miranda Navas           | Danielle Rose Russell | Boldog Emese       | Via legjobb barátja.                         |
| Justin Hollander        | Nadji Jeter           | Penke Bence        | Via pasija.                                  |
| Jack Will               | Noah Jupe             | Mayer Marcell      | Auggie legjobb barátja.                      |
| Julian Albans           | Bryce Gheisar         | Berecz Kristóf Uwe | Auggie osztálytársa és zaklatója.            |
| Summer Dawson           | Millie Davis          | Azurák Zsófia      | Auggie osztálytársai és barátai.             |
| Charlotte Cody          | Elle McKinnon         | Gyarmati Laura     | Auggie osztálytársai és barátai.             |

### Magyar változat
- Bemondó: Endrédi Máté
- Magyar szöveg: Zalatnay Márta
- Hangmérnök: Kelemen Tamás
- Hangfelvétel: Solti Ferenc
- Vágó : Orosz Dávid
- Gyártásvezető: Boskó Andrea
- Szinkronrendező: Kosztola Tibor
- Produkciós vezető: Kovács Anita

A szinkront a Pannonia Dubbing Solutions Kft. készítette el.

## A film készítése
2012. november 27-én jelentették be, hogy a Lionsgate filmadaptációt készít R. J. Palacio Csodácska című debütáló regényéből, és tárgyalásokat folytattak John August forgatókönyvíróval a szkript elkészítéséről. A filmet a Mandeville Films producerei, David Hoberman és Todd Lieberman készítették.
Miután August kilépett a projektből, Jack Thornet szerződtették 2014. augusztus 9-én a regény adaptálására. 2014 októberében arról számoltak be, hogy John Krokidas fogja rendezni a filmet, azonban 2015 áprilisában Paul King vette át a rendezői feladatokat. Ekkor Steven Conrad dolgozott a forgatókönyvön.

### Forgatás
A forgatás 2016. október 18. és december 13. között zajlott, több helyszínen, köztük Kanada Brit Columbia tartományában és New York állambeli Coney Islanden.